# Ливанские бригады сопротивления
Ливанские бригады сопротивления (известные на арабском языке как Сарайя аль-Мукавама аль-Лубнания, араб. سرايا المقاومة اللبنانية‎, также известные как Сарайя) — неконфессиональная ливанская военизированная группировка, связанная с Хезболлой. Нерегулярное ополчение состоит из мусульман-суннитов, христиан, друзов и непрактикующих шиитов, придерживающихся ливанского национализма и сильных антиизраильских убеждений. Бригады сопротивления финансируются, обучаются, вооружаются и основываются «Хезболлой». Численность, состав и численность группировки неясны.
Группировка была основана в 1997 году для борьбы с Израилем, но с тех пор её деятельность расширилась и на борьбу с суннитскими экстремистами, такими как ИГИЛ.

## Основание
Бригады сопротивления были созданы для увеличения численности антиизраильских сил в Ливане и лишения Израиля свободы передвижения в нешиитских районах.

## Подготовка
Члены бригад сопротивления проходят подготовку в лагерях, управляемых Хезболлой, наряду с обычными новобранцами «Хезболлы». Однако они не получают идеологической подготовки Хезболлы. Вербовщик описал группу как созданную для неэкстремистских людей. Ополчение популярно среди христиан в долине Бекаа и северном Ливане.

## История
Бригады впервые участвовали в боевых действиях в 1998 году. Они утверждают, что участвовали в более чем трехстах операциях, прежде чем Израиль вывел войска из южного Ливана в 2000 году. Группа также участвовала в войне 2006 года в Ливане с Израилем.
Ополчение описывается как оперативное вспомогательное подразделение или дочерняя компания Хезболлы. Члены группировки сражаются под флагом Хезболлы и в составе командования в боевых действиях, но, по крайней мере, номинально разделены в мирное время. Они также получают разведданные от Хезболлы.

### Участие в боевых действиях в Сирии
Подразделения бригад сопротивления были вовлечены в Гражданскую войну в Сирии. Они не участвуют в боевых действиях, а скорее поддерживают «Хезболлу» материально и выступают в качестве посредников между Хезболлой и христианскими и суннитскими общинами. Несмотря на это, некоторые бойцы были убиты в Сирии.

### Война против Израиля в 2023 году
Во время столкновений на израильско-ливанской границе в 2023 году члены бригад активно участвовали в боевых действиях на Юге Ливана, некоторые члены бригад Сопротивления были убиты во время боевых действий против Израиля.

## Критика
Бойцы бригад сопротивления менее дисциплинированы и подчиняются менее строгим правилам, чем бойцы Хезболлы. Следовательно, бригады были вовлечены в большое количество жестоких столкновений с полицией, ливанской армией и различными ливанскими партизанами. Министр внутренних дел Ливана Нохад Мачнук, член Движения будущего, раскритиковал группу за то, что она бросает вызов суверенитету ливанского правительства.
Критики утверждают, что группировка больше не сосредоточена на борьбе с Израилем, а скорее существует как политическое прикрытие действий «Хезболлы» и как группа сдерживания головорезов и нарушителей спокойствия. Аналогичным образом, некоторые сунниты обвиняют бригады Сопротивления в том, что они больше внимания уделяют противодействию суннитскому фундаментализму, чем Израилю.
Бригады сопротивления также обвинялись в обращении суннитской молодежи в шиитский ислам, обвинение, которое группа отрицает.